# Савршена комбинација
Савршена комбинација (енгл. A Perfect Pairing) је америчка романтична комедија из 2022. године у режији Стјуарта Макдоналда. Главне улоге тумаче Викторија Џастис и Адам Демос. Приказан је 19. маја 2022. године на платформи Netflix.

## Радња
Како би придобила важног клијента, амбициозна директорка из Лос Анђелеса пријави се за рад на аустралијској фарми оваца, где се рађа љубав између ње и тајанственог мештанина.

## Улоге
| Глумац           | Улога          |
| ---------------- | -------------- |
| Викторија Џастис | Лола Алварез   |
| Адам Демос       | Макс Вон       |
| Лука Сарделис    | Бриз           |
| Крејг Хорнер     | Колдер         |
| Антонио Алварез  | Карлос Алварез |
| Луси Дурак       | Одра           |
| Емили Хавеа      | Сем            |
| Натали Абот      | Кајли          |
| Џејден Попик     | Хенри          |
| Саманта Тољ      | Хејзел Вон     |